# BioGnost
BioGnost d.o.o. hrvatska je farmaceutska tvrtka sa sjedištem u Zagrebu. Tvrtku su 1990. godine osnovali mr. sc. Ivan Marchiotti, dr. med. i Mirjana Marchiotti-Ulip, mr. farm. 
Današnji je lider u proizvodnji imunohematoloških, imunokromatografskih i histoloških in vitro dijagnostičkih proizvoda na području jugoistočne Europe.

## Povijest tvrtke
1997. godine izdana je Dozvola Ministarstva zdravstva i pokrenuta je proizvodnja seruma za određivanje krvnih grupa; registriran je i zaštićen prvi žig BIOGNOST.  Uskoro je pokrenuta proizvodnja testova za otkrivanje trudnoće, metabolita droga i zaraznih bolesti.
1998. godine ugovorene su prve distribucije sa stranim partnerima.
2000. godine tvrtka počinje distribuirati testove za detekciju metabolita droga. Kućni testovi AbuGnost i DOA MultiGnost sve su češće korišteni, što se može pripisati brojnim člancima i intervjuima mr. sc. Ivana Marchiottija, dr. med. 
2003. godine tvrtka je dobila certifikat upravljanja kvalitetom ISO 9001. Na tržište su plasirane marke proizvoda s preko 240 zaštićenih imena. Otvoreno je Predstavništvo tvrtke u Beogradu, Srbija.
2005. godine BioGnost je prva tvrtka u Hrvatskoj s certifikatom ISO 13485. 
2006. godine BioGnost postaje prva hrvatska tvrtka s profesionalnim Sustavom zaštite radne okoline od štetnog utjecaja alkohola i sredstava ovisnosti.  Tvrtka sudjeluje na 34. međunarodnom sajmu medicine, farmacije, laboratorijske i rehabilitacijske opreme, optike i dentala.
2007. godine pokrenut je Nacionalni program za prevenciju raka debelog crijeva distribucijom HemoGnost testova.
2010. godine registrirano je 18 zaštićenih žigova. Osnovana je sestrinska tvrtka BioGnost S u Beogradu, Srbija. 
2011. godine s radom počinje sestrinska tvrtka BioGnost BH u Sarajevu, Bosna i Hercegovina. 
2012. godine s dosadašnje lokacije C.M.P. Savica Šanci, ul. Savica 147, tvrtka je preseljena u novi proizvodno-poslovni prostor na lokaciji Međugorska 59, 10040 Zagreb. Pokrenut je novi prodajni program Dijabetes.
2013. godine tvrtka prvi put sudjeluje na svjetski poznatom sajmu Medica u Düsseldorfu, Njemačka. Tvrtka nakon toga počinje bilježiti začetke novih poslovnih suradnji.
2014. godine tvrtka usavršava proizvodnju BioMount pokrovnih medija i 8 različitih imerzijskih ulja za mikroskopsku analizu pripremljenih uzoraka. Tvrtka je na sajmu Medica u Düsseldorfu po drugi put izložila proizvode iz histopatologije, imunohematologije i brzih dijagnostičkih testova te je poboljšana suradnja s međunarodnim tvrtkama.
2015. godine napravljen je novi proizvod CryoFix Gel. BioGnost je po treći puta izložio proizvode na sajmu Medica u Düsseldorfu i unaprijedio poslovnu suradnju s postojećim poslovnim partnerima.
2016. godine sudjelovanje BioGnosta u projektu IRCRO rezultiralo je razvojem 10 posebnih setova za bojenje u histopatologiji. Tvrtka je započela sudjelovanje u Projektu CEKOM za razvoj imunohistokemijskih proizvoda uključujući svoj prvi proizvod pod nazivom LeukoGnost. Tvrtka je također započela OEM proizvodnju po prvi put. BioGnostov tim je po četvrti put izlagao proizvode na sajmu Medica u Düsseldorfu.
2017. godine tvrtka prvi put izlaže na sajmu MedLab koji se održava u Dubaiju. Tvrtka je dobila EU sredstva za certificiranje proizvoda.
2018. godine BioGnost je sudjelovao na sajmu Medica u Dusseldorfu. Nastup tvrtke na sajmu sufinancirala je Europska unija s ciljem povećanja izvoza tvrtke. Tvrtka je također po drugi put sudjelovala na sajmu Medlab Middle East u Dubaiju.
2019. godine dovršeno je opremanje sjeverozapadnog i jugoistočnog krila Kliničke bolnice Sveti Duh u Zagrebu kako bi se poboljšala kvaliteta zdravstvene zaštite koju bolnica pruža. Na sajmu Medlab Middle East u Dubaiju uspostavljena je suradnja s novim distributerima, što se pozitivno odrazilo na izvozne rezultate tvrtke. BioGnost je također po sedmi put izlagao na najvećem svjetskom sajmu Medica u Dusseldorfu.
2020. godine tvrtka je sudjelovala na sajmu Medlab Middle East u Dubaiju gdje je bila jedini izlagač iz Hrvatske. Tvrtka je započela dva nova projekta financirana od strane Europske unije. Jedan je projekt imao za cilj inovirati aktivnosti proizvodnje i isporuke. Drugi projekt bio je usmjeren na razvoj inovativnih proizvoda u imunohistokemiji.
2021. godine u sklopu novog EU projekta investirano je u zelenu i digitalnu tranziciju tvrtke.
2022. godine tvrtka je nastavila raditi na EU projektima, povećavajući prodaju na domaćem i inozemnom tržištu te osvajajući tržišni udjel.
2023. godine tvrtka je uspješno završila još jedan projekt sufinanciran sredstvima Europske unije te inovirala proizvodnju i dostavu. Na sajmu Medlab Middle East u Dubaiju predstavljeni su proizvodi tvrtke.

## Nagrade i priznanja
- Hrvatska kuna – 2000., 2002.
- Zlatna kuna – 2003. Najuspješnije trgovačko društvo u Zagrebu u kategoriji malih trgovačkih društava
- Najbolji mali gospodarski subjekt Hrvatske – 2004. Nagrada Ministarstva gospodarstva, rada i poduzetništva
- ARCA 2004 – Zlatna medalja za dijagnostičke proizvode
- Treći Europski dani poduzetnika EDE 2006 – treća najperspektivnija tvrtka u konkurenciji 150 malih i srednjih tvrtki
- Zlatna bonitetna izvrsnost AAA - nagrada dobivena 2023. za 2020., 2021. i 2022. godinu. Certifikat tvrtke Dun & Bradstreet
- Platinasta bonitetna izvrsnost AAA - nagrada dobivena 2023. za 2020., 2021. i 2022. godinu. Certifikat tvrtke Dun & Bradstreet